# Bez czarny
Bez czarny, dziki bez czarny (Sambucus nigra L.) – gatunek rośliny z rodziny piżmaczkowatych (Adoxaceae), dawniej zaliczany był także do rodziny bzowatych (Sambucaceae) i przewiertniowatych (Caprifoliaceae). Inne zwyczajowe nazwy polskie: bez lekarski, bez pospolity, bzowina, bzina, buzina, hyczka, baźnik, bess, best, bestek, bez apteczny, bez aptekarski, bez biały, bez dziki, bzowina czarna, bzowki, côrny bez, flider, gołębia pokrzywa, hebz, holunder, hyćka, kaszka, suk. Gatunek szeroko rozprzestrzeniony w Europie, w Polsce pospolity. Wykorzystywany jest jako roślina lecznicza, kosmetyczna, ozdobna i jadalna. Spożycie niedojrzałych i nieprzetworzonych owoców skutkować może jednak zatruciem. Gatunek zmienny – wyróżnia się kilka podgatunków, przy czym klasyfikacja ich nie jest ustalona. Wyhodowano liczne odmiany ozdobne różniące się głównie ubarwieniem i kształtem liści.

## Rozmieszczenie geograficzne
Ze względu na długą historię uprawy tego gatunku trudno ustalić jego pierwotny zasięg występowania. Za pewny uchodzi obszar Europy pozostający pod wpływem klimatu oceanicznego i suboceanicznego oraz znajdujący się w zachodniej części basenu Morza Śródziemnego. Współcześnie występuje często w północnej Afryce (Maroko, Algieria i Tunezja) oraz na Azorach, jednak wszędzie tam został prawdopodobnie introdukowany. Rośnie w północnej i zachodniej części Półwyspu Iberyjskiego, na Półwyspie Apenińskim i Sycylii, w Grecji środkowej i północnej, na rozproszonych stanowiskach notowany jest w Turcji, na Bliskim Wschodzie, w rejonie Kaukazu, w Iraku i w północnym Iranie, a także w indyjskich stanach Dżammu i Kaszmir oraz Himachal Pradesh. W Europie środkowej i zachodniej (także na Wyspach Brytyjskich) jest gatunkiem pospolitym. Północna granica zasięgu przebiega przez Półwysep Skandynawski (pojedyncze stanowiska sięgają do 63° szerokości północnej w Norwegii, 61° w Szwecji, dalej na wschód od Bałtyku granica zasięgu biegnie mniej więcej na szerokości 55°). Czynnikiem ograniczającym naturalne występowanie gatunku na północy są niskie temperatury października uniemożliwiające zawiązanie nasion (granica zasięgu jest zbliżona do przebiegu izotermy średniej temperatury w październiku wynoszącej 7,2 °C). Południowa granica zasięgu odpowiada izotermie średniej temperatury października 15 °C. W krajach nordyckich, od Danii po Finlandię, oraz na obszarze Łotwy, Estonii i w Rosji gatunek uważany jest za rozprzestrzeniony głównie za sprawą człowieka.
W Polsce gatunek jest pospolity na całym obszarze kraju.
W Tatrach występuje na wysokości do 900 m, w Kaukazie do 1200 m, w Alpach do 1600 m, a w afrykańskim Atlasie do 2200 m n.p.m.
Poza Europą północną i wschodnią oraz Afryką północną, gatunek zawleczony został także na inne kontynenty – do wschodniej części Ameryki Północnej, do południowej Australii i na Nową Zelandię, a także do wschodnich Chin.
Opisany wyżej naturalny zasięg podgatunku typowego jest rozszerzany w zależności od włączenia w obręb tego gatunku taksonów występujących na Wyspach Kanaryjskich (subsp. palmensis lub Sambucus palmensis), Maderze (subsp. maderensis lub Sambucus maderensis), we wschodniej części Ameryki Północnej (subsp. canadensis lub Sambucus canadensis), rzadziej także w przypadku zaliczenia do tego gatunku bzów z zachodniej części Ameryki Północnej (subsp. cerulea lub Sambucus cerulea) i Ameryki Południowej (subsp. peruviana lub Sambucus peruviana).

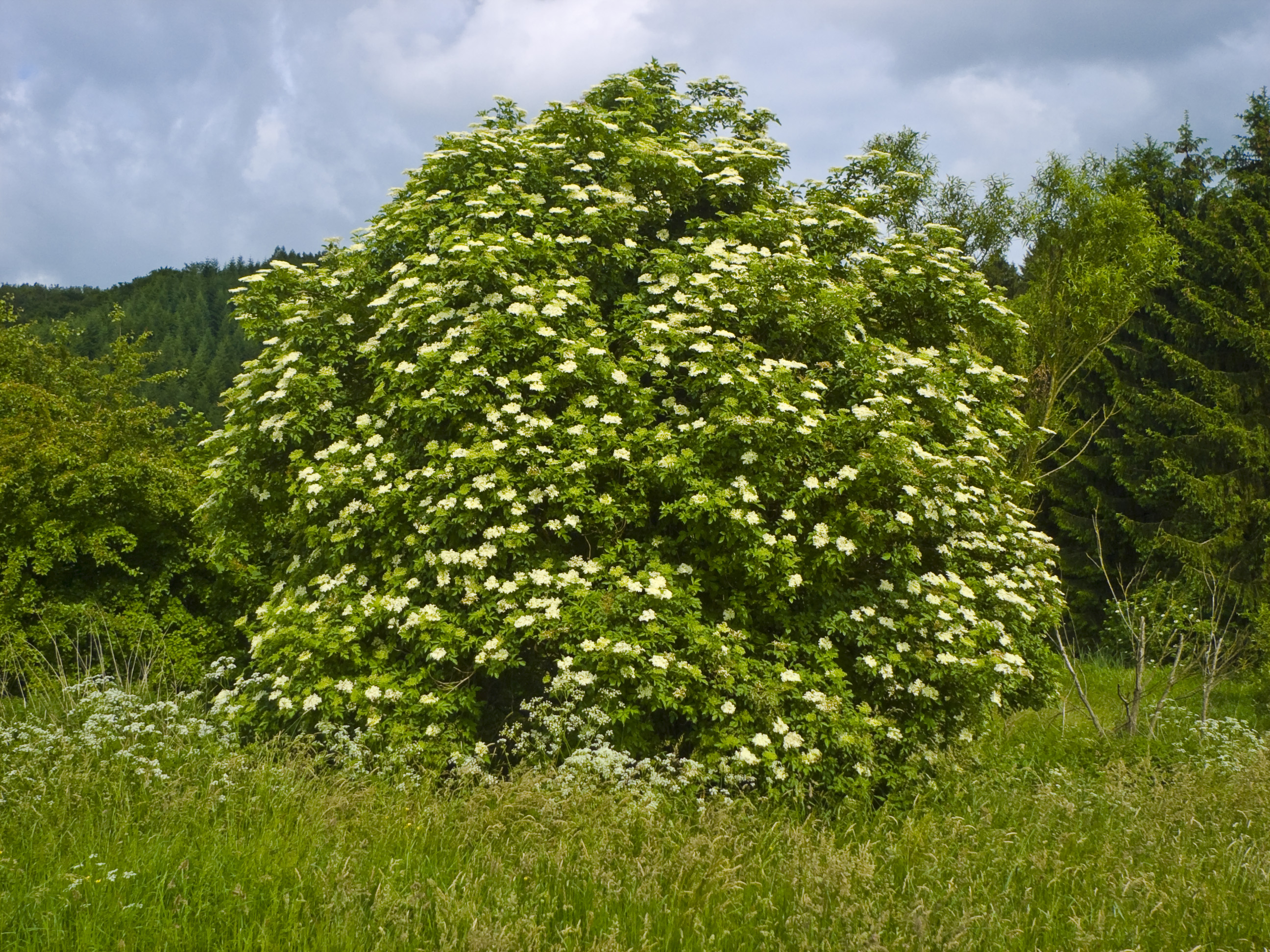
Pokrój

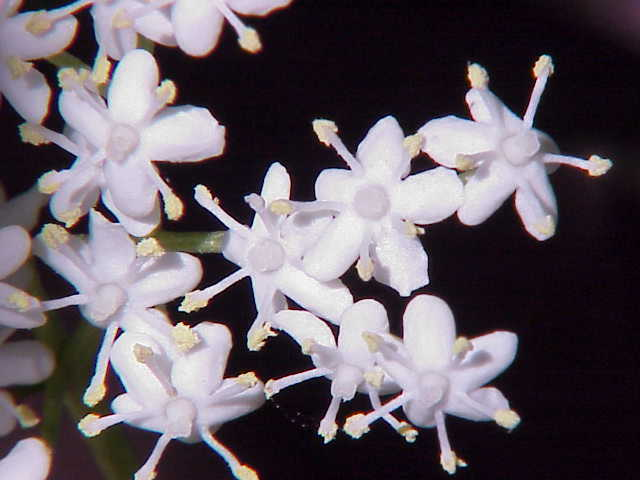
Kwiaty

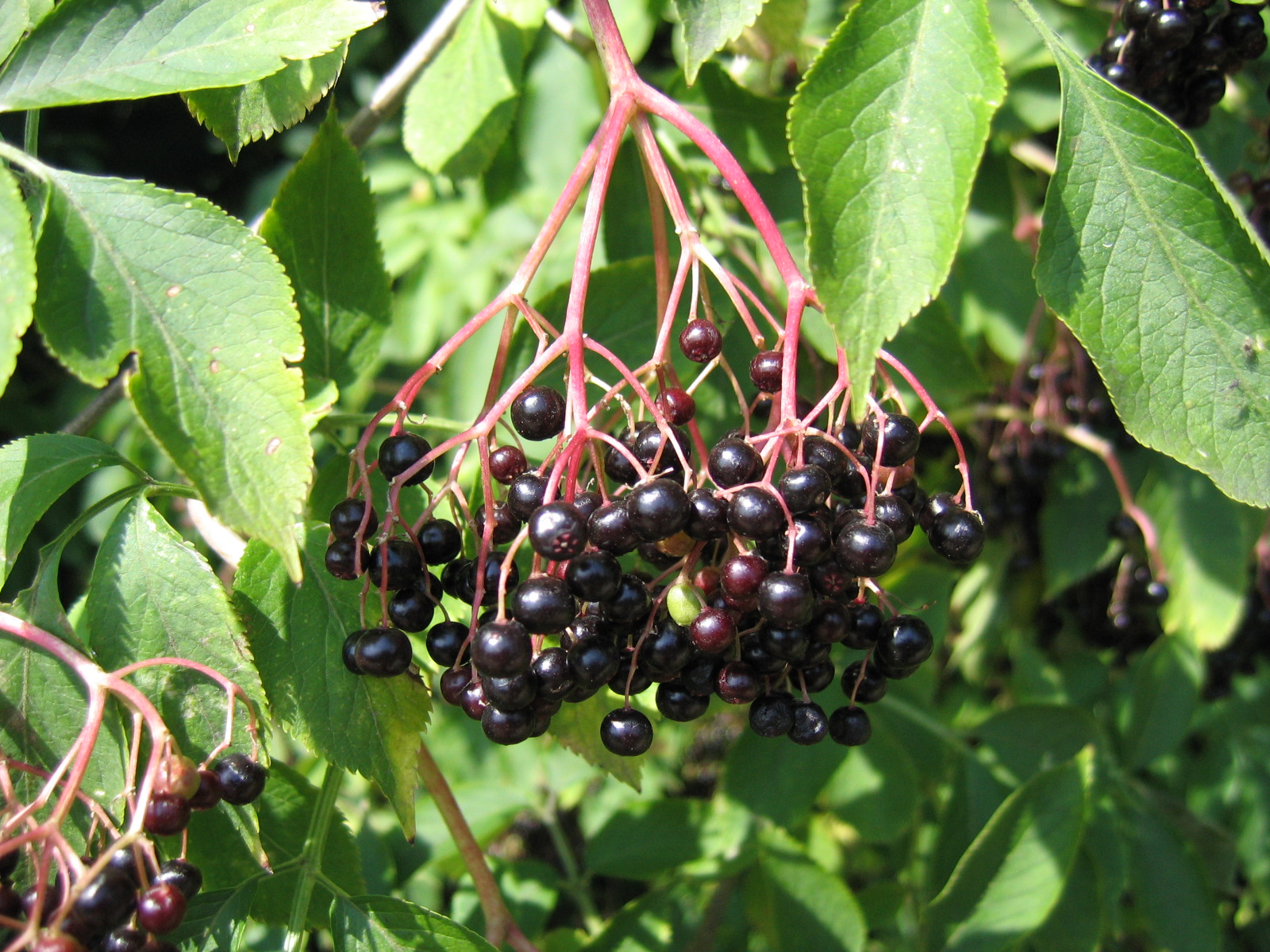
Owoce

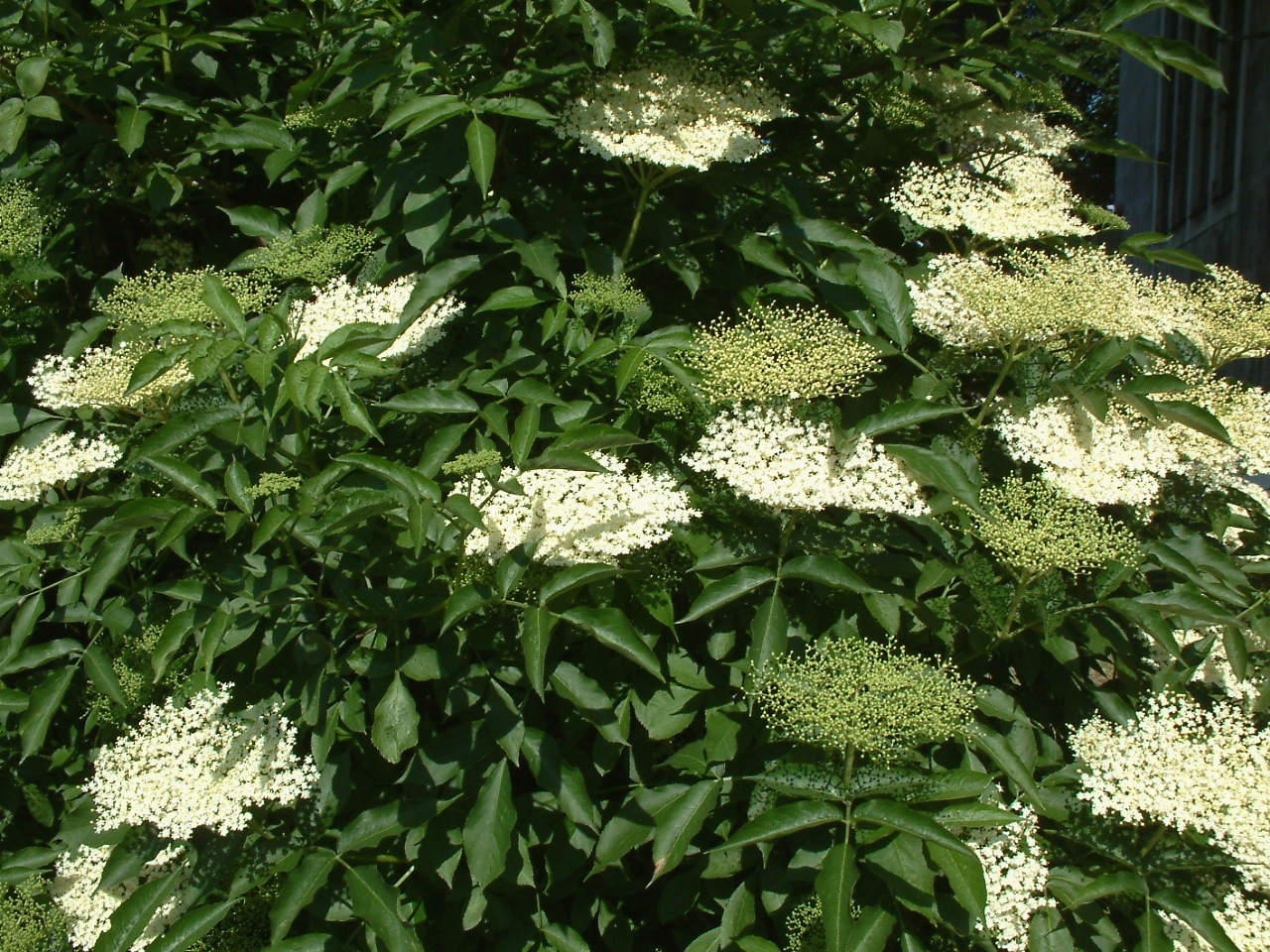
Kwitnący krzew bzu

## Morfologia
PokrójZazwyczaj wysoki krzew, rzadko drzewo. Osiąga wysokość do 10–12 m. Korona szeroka, kulista.
PędyProsto wzniesione, z łukowato zwykle odginającymi się odgałęzieniami bocznymi, gęsto rozgałęziającymi się. Młoda kora jest zielona. Z wiekiem staje się szara, jasnobrunatna, z wyraźnymi przetchlinkami, na starych pędach jest spękana. Pędy w środku są wypełnione szerokim, białym, lekkim rdzeniem. Pączki czerwonobrunatne, jajowato-spiczaste, wydłużone, siedzące i wyraźnie skośnie odstające od pędu, osiągają 5–8 mm długości i 3–4 mm szerokości.
LiścieMają długość około dwukrotnie większą od szerokości. Są nieparzysto-pierzastozłożone, złożone najczęściej z 5, rzadziej z 3, 7 lub 9 naprzeciwległych, jajowato-eliptycznych i ostro piłkowanych listków osiągających od 3 do 9 cm długości (krótsze listki są u bliżej nasady liścia, dłuższe – dalej). Na górnej stronie są ciemnozielone, od spodu jasne, rzadko owłosione na nerwach. Dolna para listków na krótkich ogonkach (4–5 mm długości), pozostałe listki siedzące. Rynienkowaty od góry i zaokrąglony od dołu ogonek ma do 8 cm długości. Przylistków brak lub są krótkotrwałe i nitkowate. U nasady liścia i listków występują pozakwiatowe, podłużne miodniki (5×1 mm). Jesienią przebarwiają się na żółto, często są też purpurowo nabiegłe, rzadziej brązowieją.
KwiatyBiałe, promieniste, zebrane w duże i płaskie baldachogrona o średnicy zwykle od 10 do 20 cm, z 5 głównymi gałązkami. Pojedyncze kwiaty są drobne (ok. 5–7 mm średnicy). Mają krótki kielich z 5 trójkątnymi i stępionymi na szczycie łatkami o długości do 2 mm. Korona jest białokremowa, z 5 płatkami w dole zrośniętymi w krótką rurkę, w górze z zaokrąglonymi łatkami, w sumie o długości 2,5–3,5 mm. Słupek jest pojedynczy, z krótką szyjką i 3–5 znamionami. Pręcików jest 5 z nitkami białymi o długości 2–2,5 mm i z jasnożółtymi pylnikami. Nie mają miodników.
OwoceMięsiste i lśniące pestkowce, po dojrzeniu fioletowoczarne, z 3–6 nasionami. Mają kształt kulisty i średnicę od 6 do 8 mm. Nasiona osiągają od 3,5 do 4,1 mm długości i 1,6–1,8 mm szerokości, mają kształt jajowaty, na przekroju są trójkątne, ale o zaokrąglonych kantach. Powierzchnia ich jest falista i jasnobrązowa do zaróżowionej.

## Biologia

### Rozwój
Fanerofit. Krzewy bzu czarnego zakwitają zwykle po raz pierwszy w 3 lub 4 roku życia, rzadko w 2. W zależności od strefy klimatycznej kwitnienie przypada na czerwiec lub lipiec. Pręciki i słupek dojrzewają równocześnie. Kwiaty wydzielają silny zapach. Pyłek dokonujący zapylenia przenoszony jest zwykle przez owady zapylające z innych kwiatów lub kwiatostanów, ale zwykle w obrębie tej samej rośliny. Zapylaczami są często niewielkie muchówki. Owoce rodzone są corocznie obficie, dojrzewają od końca sierpnia do października i utrzymują się na roślinie w postaci zwisających owocostanów. Rozsiewane są przez liczne gatunki ptaków, które zjadają owoce, nie trawią jednak nasion. Dzięki temu wraz z ich odchodami rozsiewane są one nieraz na duże odległości (ornitochoria, endochoria). Krzewy bzu czarnego dożywają ponad 25 lat.

### Cechy fitochemiczne
Gałązki, liście i owoce wydzielają nieprzyjemny, a kwiaty odurzający zapach. Wszystkie części rośliny zawierają w różnej ilości trujący glikozyd sambunigrynę. Ponadto kwiaty zawierają olejki eteryczne, flawonoidy (kwercetyna, rutyna, kemferol), kwasy organiczne, garbniki, sole mineralne, owoce antocyjany, 20% cukrów, 3,5% pektyn, kwasy organiczne (kwas α-linolenowy i kwas linolowy), witaminy, karotenoidy, garbniki i sole mineralne.
Głównymi polifenolami w owocach są rutyna i kwas chlorogenowy. Charakterystyczną barwę owocom nadają antocyjany, głównie glikozydy cyjanidyny (cyjanidyno-3-sambubiozyd stanowi ponad 50% antocyjanów w owocach).
W korze stwierdzono obecność lektyn, specyficznych dla tego gatunku. Wytwarzane przez rośliny związki aromatyczne mogą brać udział w oddziaływaniach allelopatycznych. Lignany z bzu wpływały stymulująco na kiełkowanie i wzrost korzeni badanych roślin. Działanie hamujące obserwowano dla związków cyjanogennych.
Własności trująceWe wszystkich częściach świeżej rośliny występują glikozydy cyjanogenne: sambunigryna i sambucyna, które dla ludzi w większych ilościach są trujące. Owoce zawierają je w stanie niedojrzałym. Wysoka temperatura (gotowanie i smażenie bez przykrycia) usuwa ich własności trujące. Najczęściej dochodzi do zatrucia w wyniku spożycia niedojrzałych i nieprzetworzonych owoców. Objawami zatrucia są: osłabienie, bóle i zawroty głowy, nudności, wymioty, biegunka, przyspieszenie tętna i zaburzenia oddychania aż do duszności włącznie. Pierwsza pomoc polega na wywołaniu wymiotów i płukaniu żołądka. Konieczna pomoc lekarza.
W pyłku, kwiatach i owocach stwierdzono obecność białka o masie 33,2 kDa, wywołującego reakcje alergiczne takie jak nieżyt nosa, zapalenie spojówek i duszności.

### Genetyka
Liczba chromosomów 2n = 36.

## Ekologia

### Siedlisko
Rośnie w lasach i zaroślach, w górach po regiel dolny. Na terenach leśnych zasiedla zwykle skraje lasu lub luki leśne, na stanowiskach zacienionych pod okapem drzew rośnie słabiej. Występuje w żyznych lasach liściastych, zwłaszcza na terasach zalewowych. Częsty jest na siedliskach antropogenicznych; w zaroślach porastających opuszczone osiedla, ogrody, tereny przemysłowe. Młode okazy pojawiać się mogą nawet jako chwasty w uprawach. Gatunek nie kolonizuje terenów pokrytych zwartą darnią trawiastą, dopiero naruszenie jej zwarcia (w miejscach zasiedlonych przez króliki lub powodowane przez uszkodzenia mrozowe) umożliwia skuteczne wkroczenie czarnego bzu. Gatunek preferuje gleby żyzne i bogate w związki azotu i fosforu, zwykle też bogate w potas, umiarkowanie wilgotne. W ograniczonym stopniu wykazuje tolerancję na obecność chlorku sodu. Odczyn gleby jest na stanowiskach tego gatunku neutralny lub lekko kwaśny.

### Fitosocjologia
W klasyfikacji zbiorowisk roślinnych Europy Środkowej jest gatunkiem charakterystycznym dla związku (All.) Sambuco-Salicion i Ass. Sambucetum nigrae. Obecny jest ze zmiennym udziałem w żyznych buczynach (Fagion), łęgach Alnion i grądach Carpinion. Często rośnie w zbiorowisku inwazyjnej robinii akacjowej (Robinia pseudacacia–Sambucus nigra). W Europie północno-zachodniej bez czarny związany jest z zaroślami Crataegus monogyna–Hedera helix oraz lasami: Fraxinus excelsior–Acer campestre–Mercurialis perennis, Alnus glutinosa–Urtica dioica, Acer pseudoplatanus–Sambucus nigra (zbiorowisko porastające nieużytki, przytorza, pożarzyska).

## Systematyka i zmienność
Taksony wewnątrzgatunkowe
Klasyfikacja biologiczna w obrębie rodzaju Sambucus, w tym także w odniesieniu do gatunku Sambucus nigra budzi liczne kontrowersje i pozostaje niejasna. Przyczyną tego stanu rzeczy jest szerokie rozprzestrzenienie roślin z tego rodzaju oraz ich duża zmienność morfologiczna. Systematycy wyróżniają w obrębie rodzaju od ok. 30 do 9 gatunków, nadając różnym taksonom różną rangę. W 1994 zaproponowano włączenie w randze podgatunków do S. nigra pięć wyodrębnianych wcześniej gatunków: S. canadensis (wschodnia Ameryka Północna), S. cerulea (zachodnia Ameryka Północna), S. peruviana (Ameryka Południowa), S. maderensis (Madera) i S. palmensis (Wyspy Kanaryjskie). W nowszej monografii z 2016 uznano za uzasadnione wyodrębnienie lub wymagające dalszych badań w celu podważenia trzy podgatunki (obok podgatunku nominatywnego): S. nigra subsp. palmensis, maderensis i canadensis. Wyodrębnienie w randze gatunku Sambucus cerulea uznano za uzasadnione ze względu na morfologiczną odrębność. Z kolei Sambucus peruviana, bardzo podobny do S. nigra subsp. nigra i subsp. canadensis (prawdopodobnie autopoliploid tego ostatniego taksonu) ma preferowaną przez taksonomów rangę odrębnego gatunku ze względu na oddalenie geograficzne zasięgu. Brak wyraźnych cech morfologicznych wyróżniających podgatunki. Dowódów na relacje filogenetyczne między taksonami nie dostarczyły także genetyczne badania molekularne. Różnice między nimi bazują w dużym stopniu na odrębności zasięgów, poza tym budowy pyłku, częściowo różnicach biochemicznych.
- Sambucus nigra subsp. nigra – podgatunek nominatywny.
- Sambucus nigra subsp. maderensis (Lowe) Bolli, S. maderensis Lowe, S. nigra var. lanceolata Lowe – endemit Madery. Rośnie w wilgotnych wąwozach w lasach wawrzynolistnych na wysokościach od 300 do 900 m n.p.m.[32]

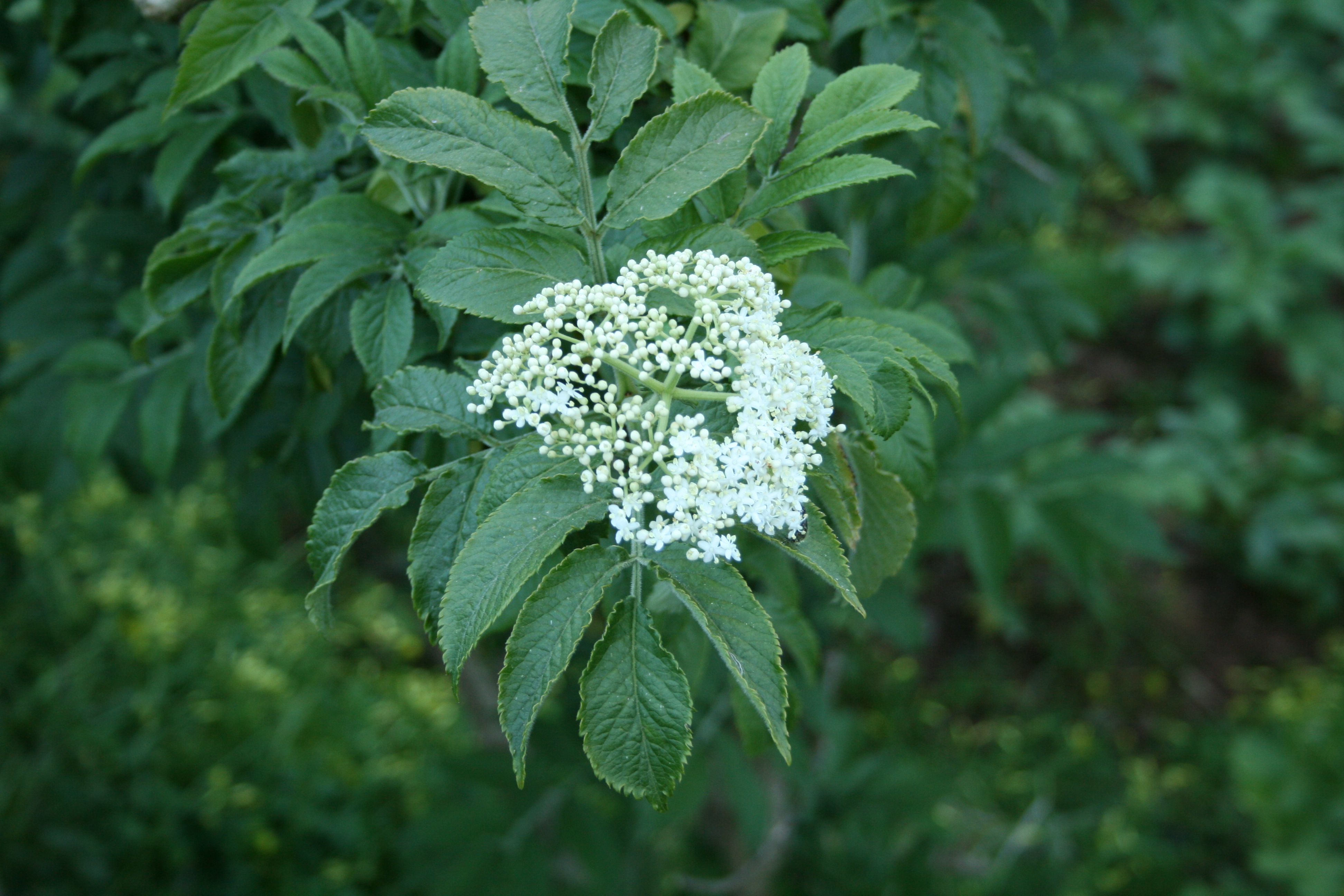
S. nigra subsp. palmensis

- Sambucus nigra subsp. palmensis (Link) Bolli – krzewy do 6 m wysokości występujące na czterech spośród Wysp Kanaryjskich: Teneryfa, La Gomera, La Palma i Gran Canaria. Rosną w zbiorowiskach leśno-zaroślowych określanych jako monteverde, tworzonych przez lasy wawrzynolistne oraz zarośla woskownicy Myrica faya i wrzośców[4]. Znanych jest ponad 20 subpopulacji tego kanaryjskiego endemitu. Składają się one zwykle z  bardzo małej liczby okazów, których w sumie w naturze znanych jest około 340[4].

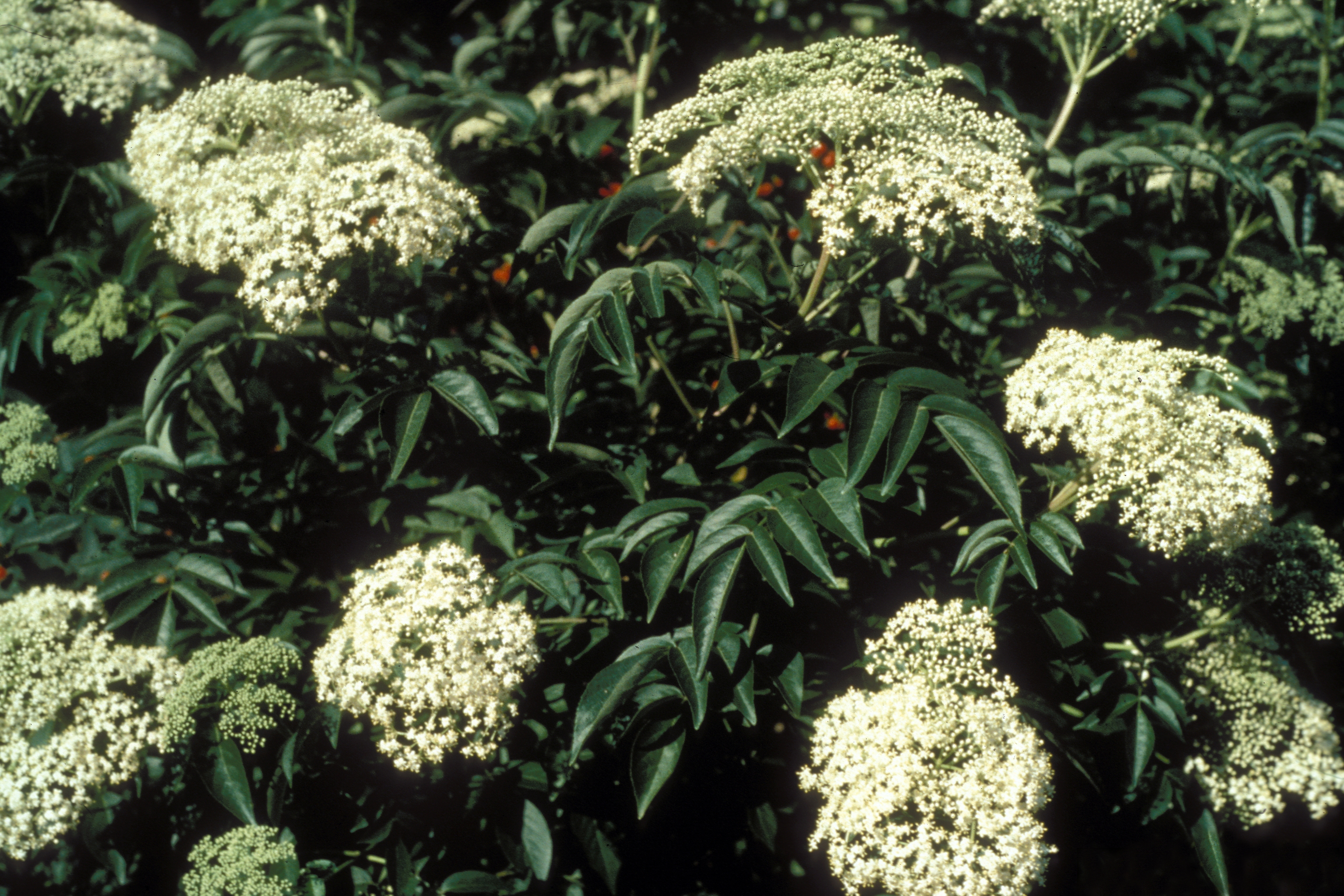
S. nigra subsp. canadensis

- Sambucus nigra subsp. canadensis (L.) Bolli; wyodrębniany w randze gatunku bez kanadyjski S. canadensis L. – występuje we wschodniej części Ameryki Północnej oraz w Ameryce Środkowej. Takson bardzo zmienny morfologicznie[11].

Mieszańce
Bardzo rzadko notowany jest mieszaniec między bzem czarnym i bzem koralowym (z Polski nie podawany). Powstaje w naturze, ale uzyskano go także sztucznie. Barierą utrudniającą jego powstawanie są różne terminy kwitnienia, które u bzu koralowego następuje zwykle wcześniej o kilka tygodni.
Mieszańce notowane są także między podgatunkiem nominatywnym (S. nigra subsp. nigra) a taksonami o różnych rangach (podgatunkach lub odrębnych gatunkach według różnych ujęć): subsp. canadensis, Sambucus cerulea i subsp. palmensis.
Odmiany ozdobne
Dla odpowiedniego efektu dekoracyjnego – uzyskania gęstego ulistnienia – zaleca się wiosenne silne przycinanie tych roślin):
- 'Albovariegata'[34][33], 'Variegata'[35] – liście kremowobiało obrzeżone,
- 'Aurea' – kwiaty kremowobiałe, liście złocistożółte[35]; ulistnienie z wiekiem rośliny o coraz bardziej złocistej barwie[33]. Krzew do 3 m wysokości. Intensywnie żółte są zwłaszcza młode liście, z czasem stają się żółtozielone[36].
- 'Aureomarginata' – liście ze złocistymi brzegami[34], matowe. Krzew do 3 m wysokości[37];
- 'Aureovariegata' – liście z żółtymi plamami[34],
- BLACK BEAUTY 'Gerda' – liście ciemnopurpurowe, czasem bardzo ciemne, błyszczące, kwiaty różowe, krzew do 3,5 m wysokości[38];
- BLACK LACE 'Eva' – liście ciemnopurpurowe, czasem bardzo ciemne, błyszczące, głęboko powcinane. Kwiaty jasnoróżowe[39][40];
- BLACK TOWER 'Eiffel1' – kolumnowy krzew (do 2 m wysokości i 1 m szerokości), wolno rosnący, liście młode zielone, starsze ciemnopurpurowe[41];
- 'Guincho Purple' – liście ciemnopurpurowe, błyszczące, kwiaty w pąkach i na początku kwitnienia różowe, krzew do 3,5 m wysokości[42];
- 'Laciniata' – liście silnie i nieregularnie postrzępione[35][34][33];
- 'Linearis' – liście o listkach bardzo wąskich, krzew ażurowy, do 2 m wysokości[43];
- 'Madonna' – liście jasnozielone, białokremowo obrzeżone, przy czym obrzeżenie to obejmuje czasem znaczną część blaszki listków[44];
- 'Monstrosa' – pędy staśmione, odmiana uzyskana w drugiej połowie XX wieku w szkółce Kolster & Esveld[35];
- 'Pulverulenta' – liście biało paskowane i marmurkowe[33];
- 'Purpurea' – młode liście purpurowozielone, z wiekiem silniej zielone[33];
- 'Schwarzer Diamand' – prawdopodobnie mieszaniec, odmiana owocowa, której kwiaty i owoce nie wydzielają przykrego zapachu[34].

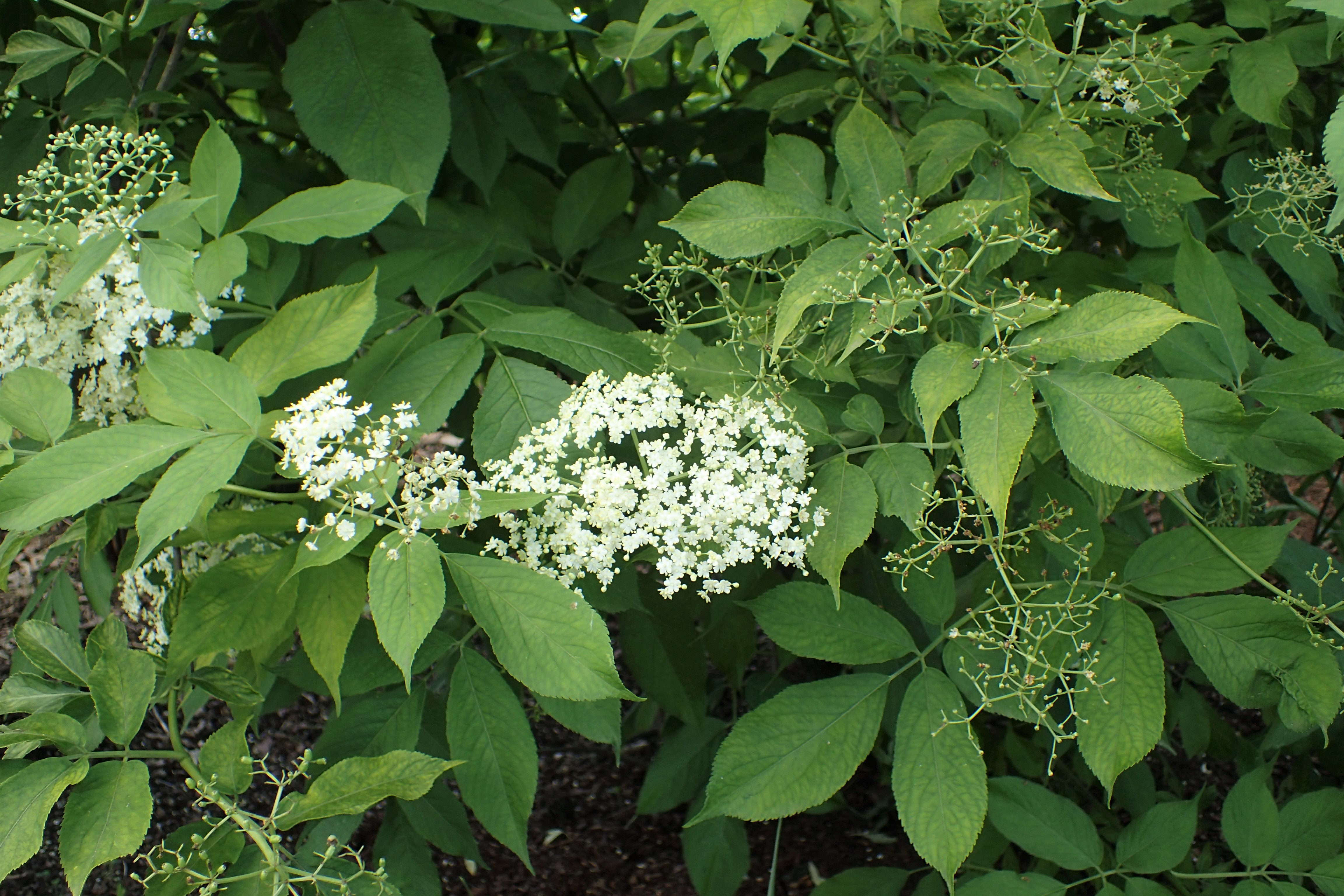
'Aurea'
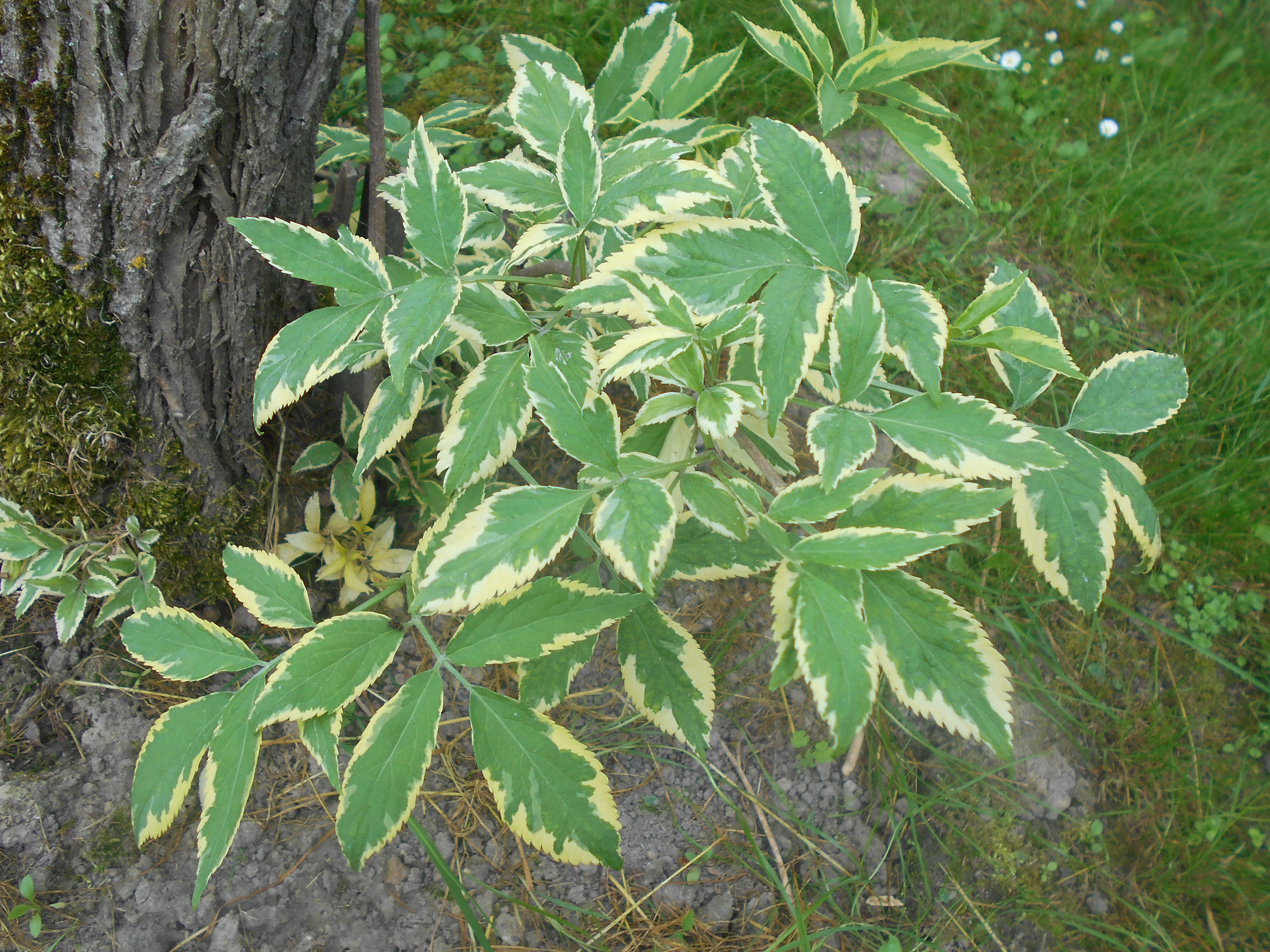
'Aureomarginata'
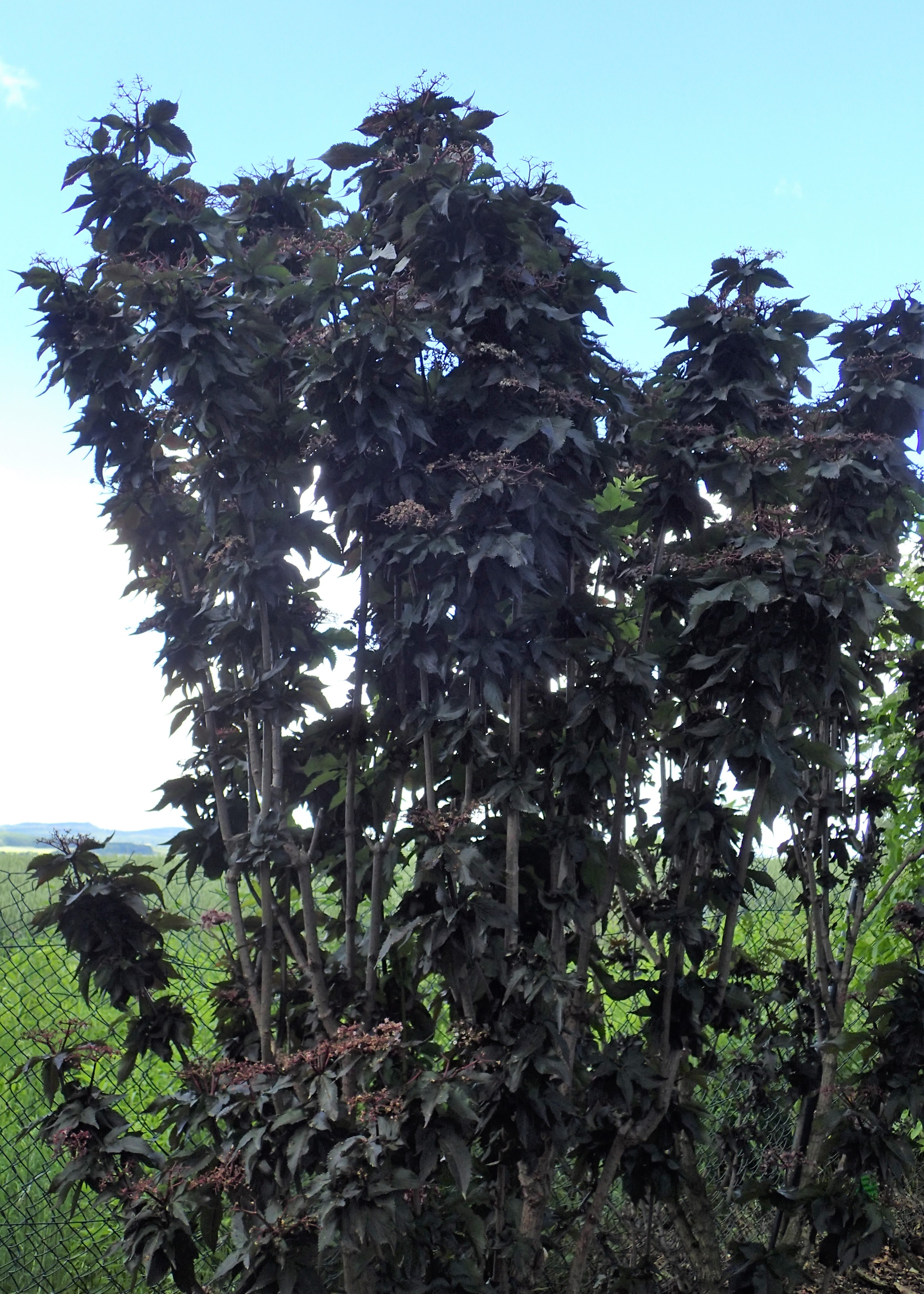
'Black Tower'
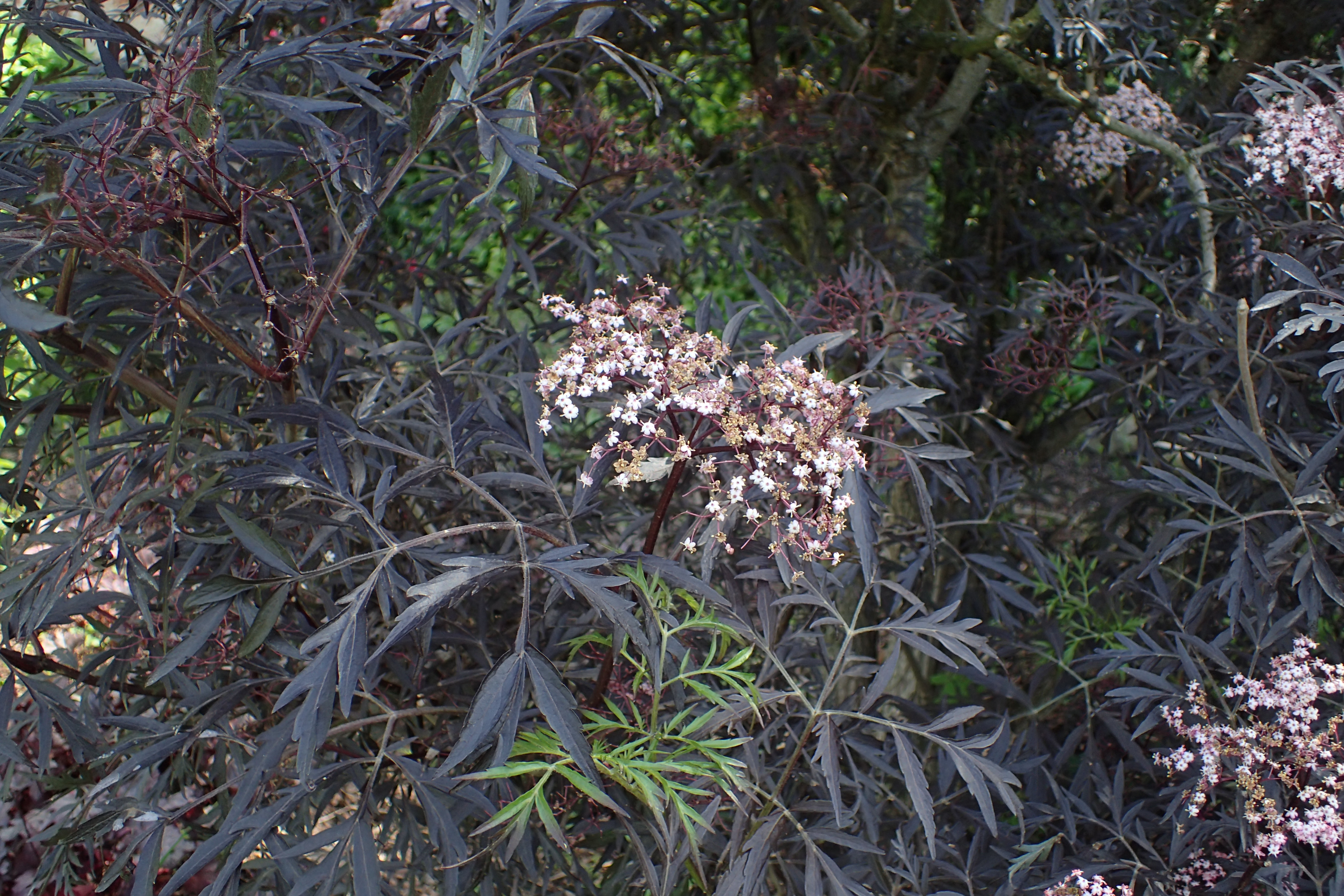
'Eva'
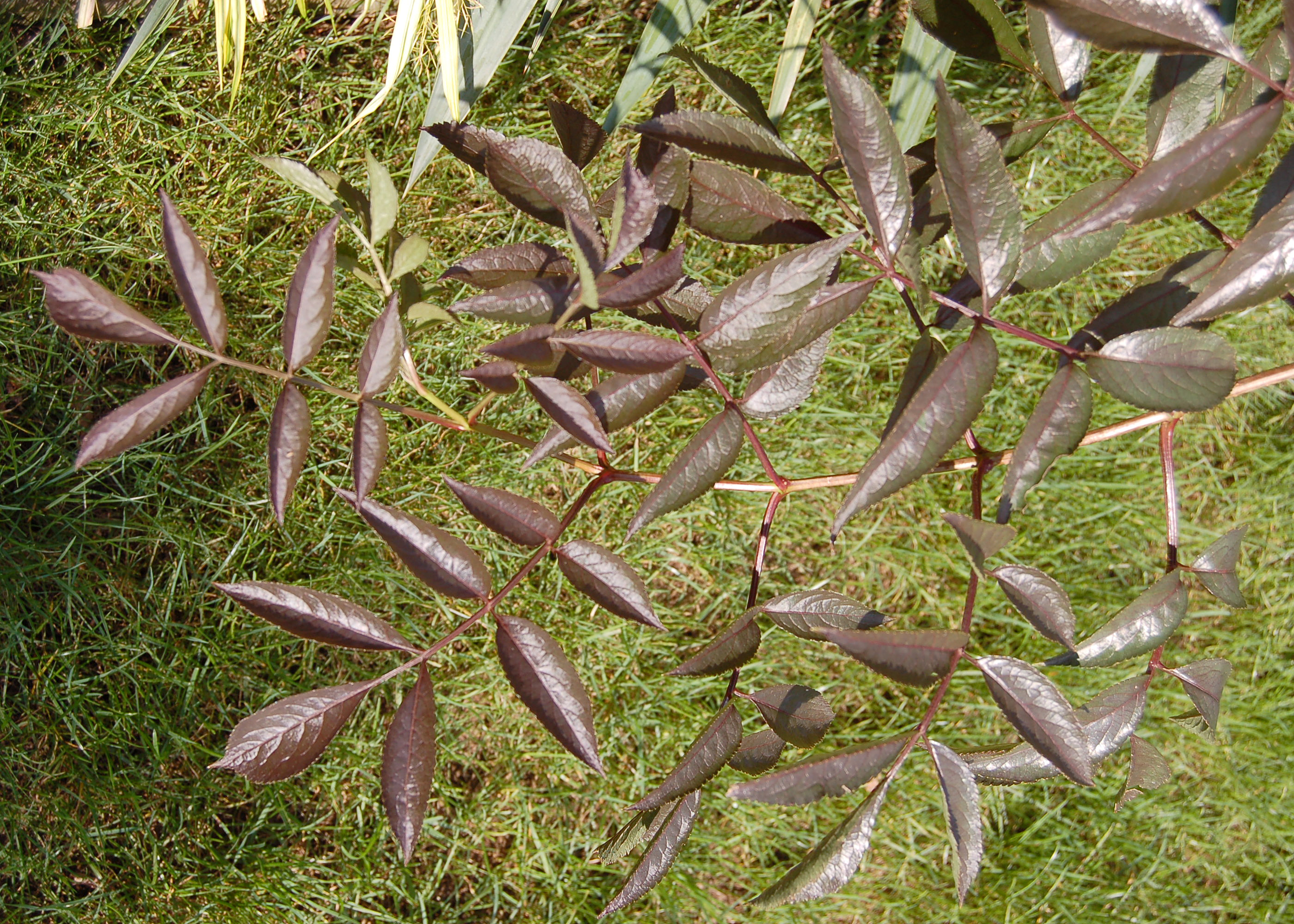
'Gerda'
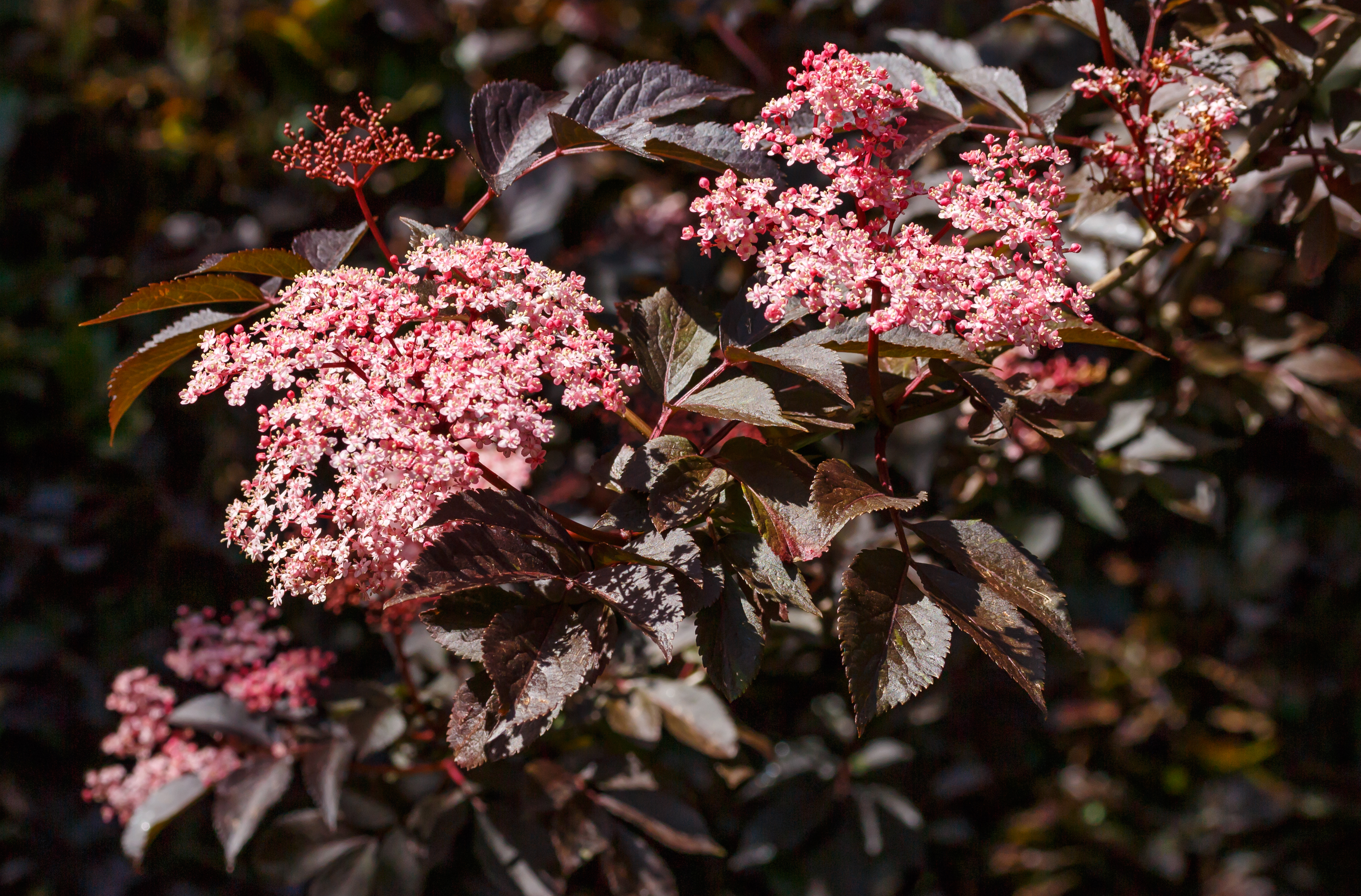
'Guincho Purple'
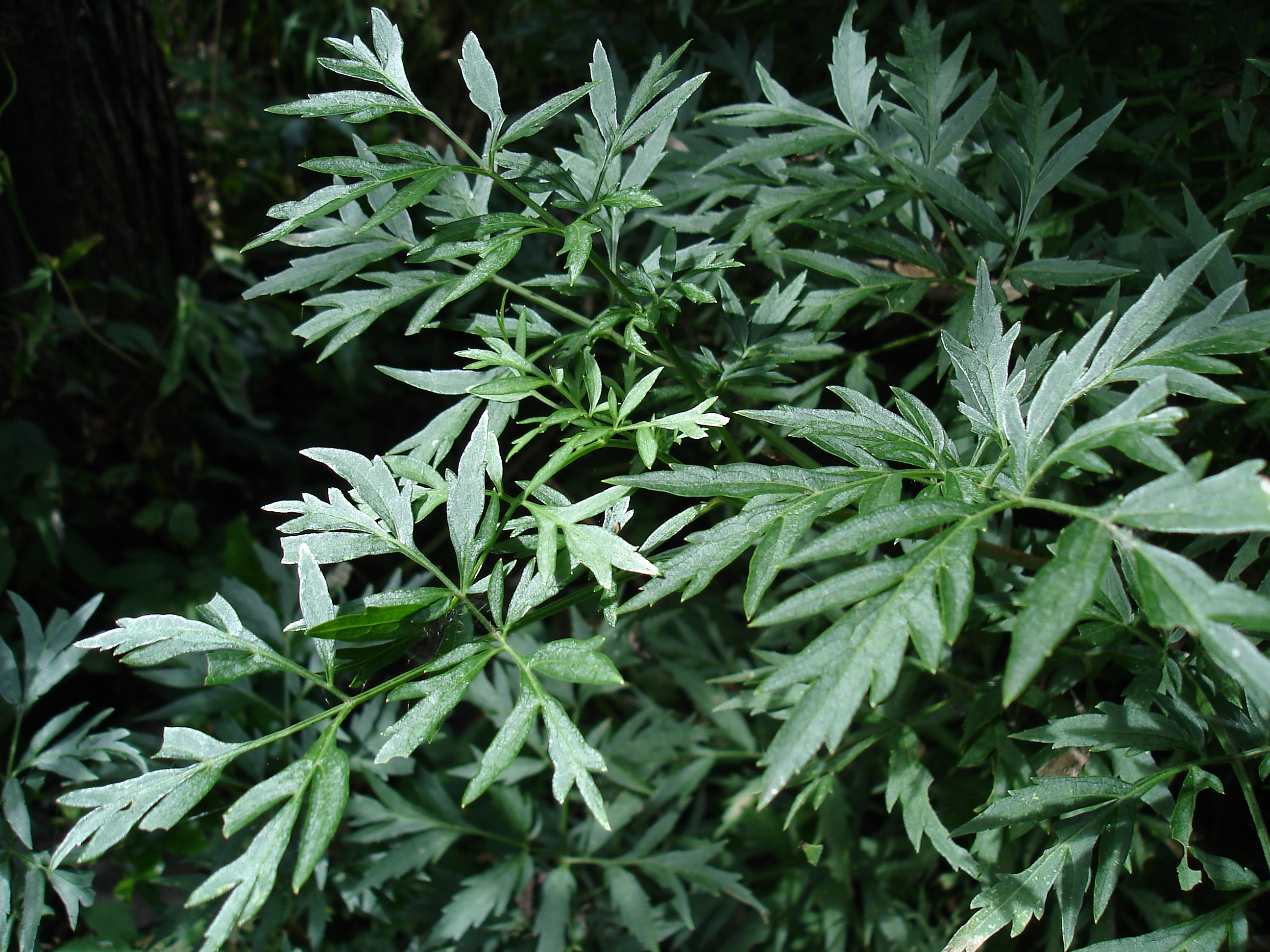
'Laciniata'
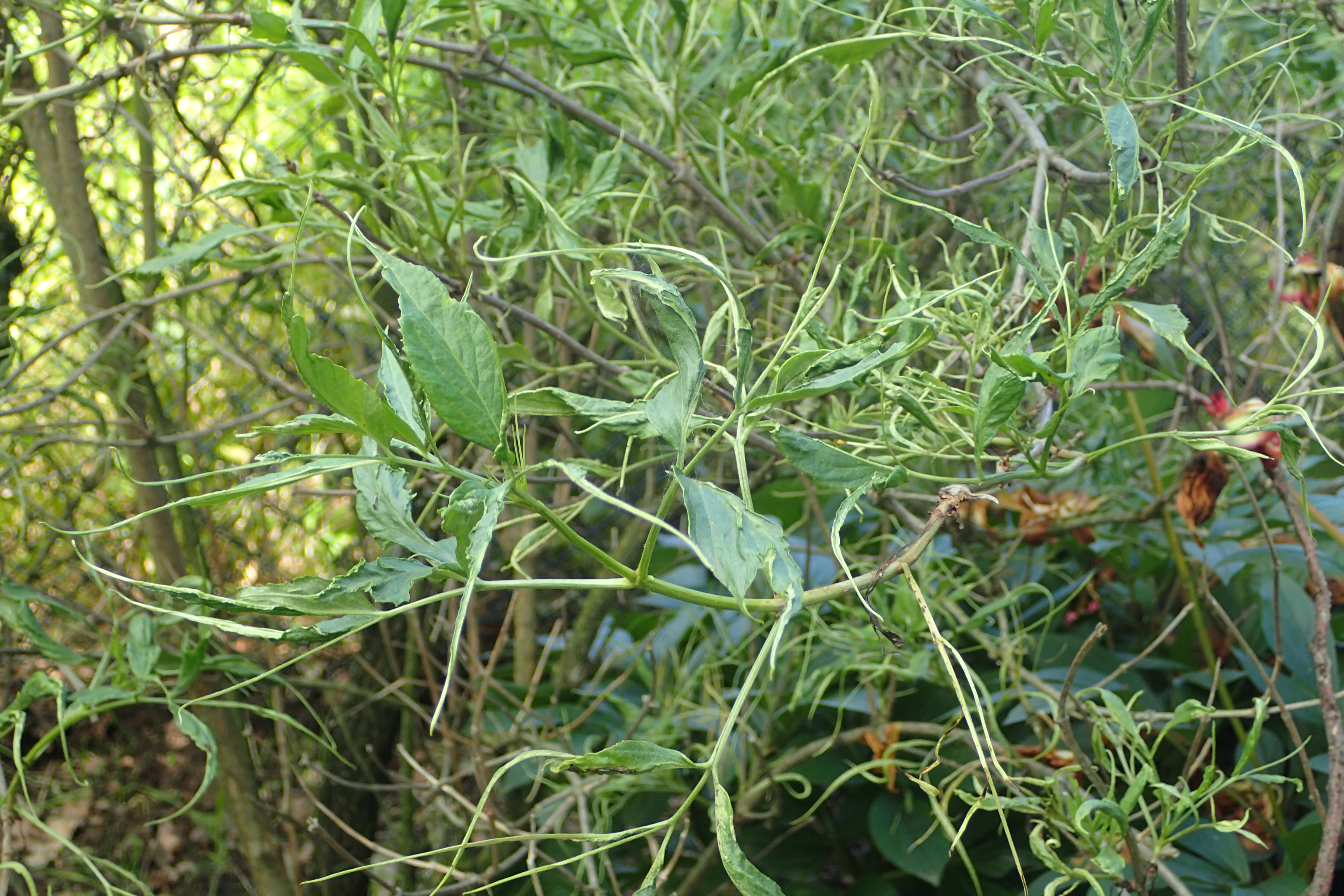
'Linearis'
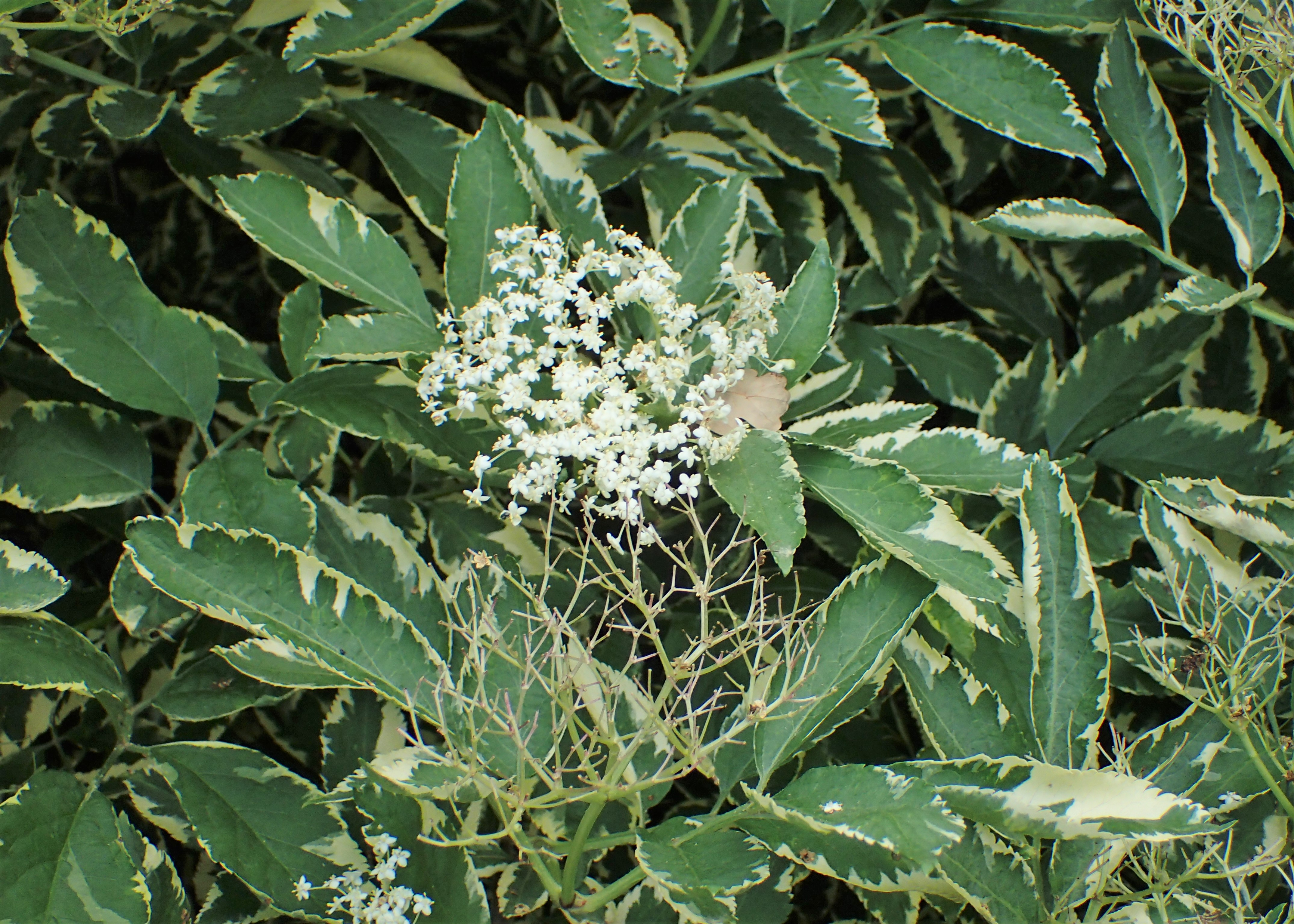
'Madonna'
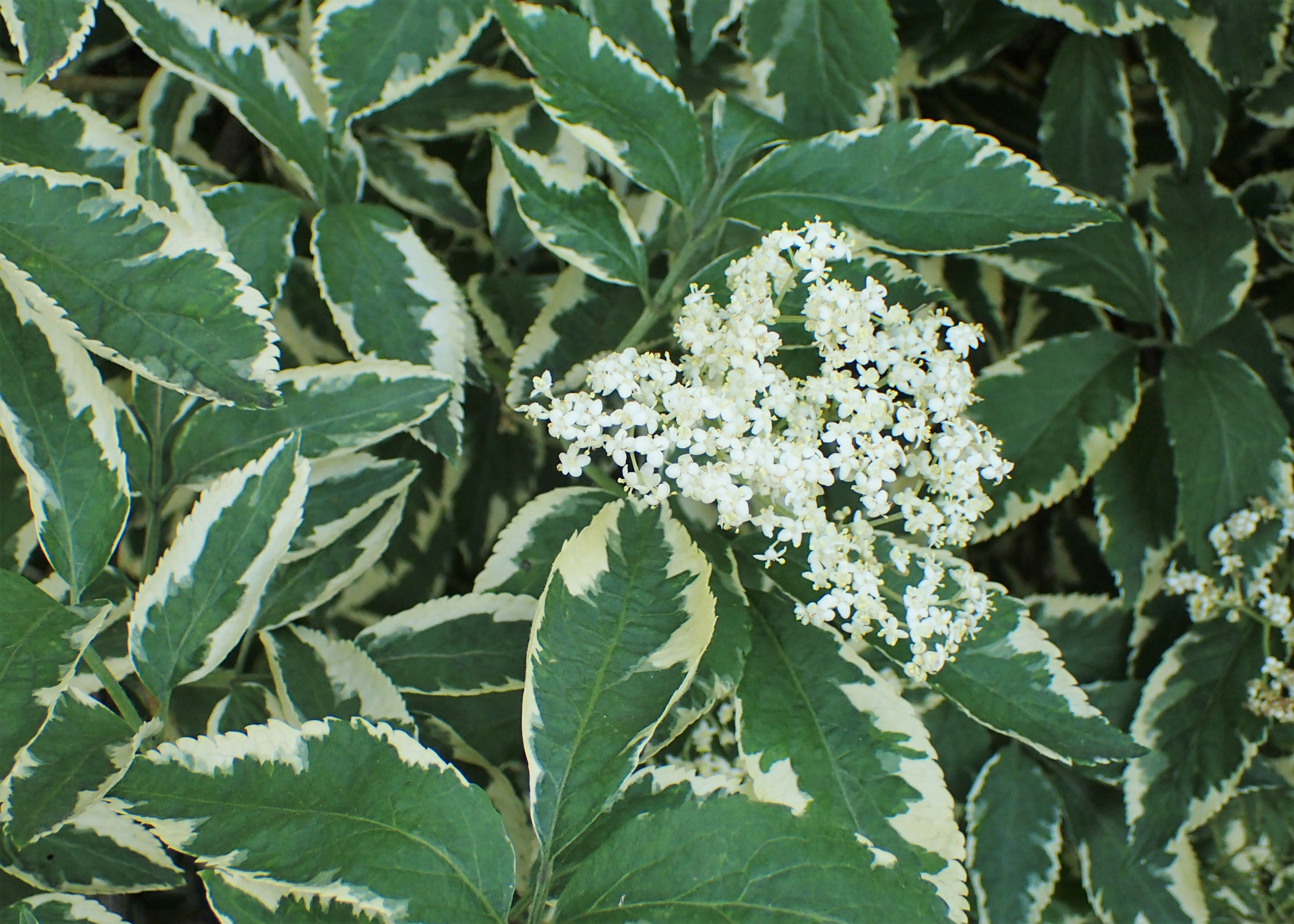
'Naomi'

## Zastosowanie

### Roślina lecznicza
HistoriaBez czarny jest popularną rośliną stosowaną w celach leczniczych od wieków. W starożytnym Egipcie roślina stosowana była do leczenia oparzeń. W Europie używano dawniej kwiatów do pobudzenia laktacji u kobiet karmiących. W medycynie tradycyjnej ekstrakt z bzu wykorzystywany był w leczeniu cukrzycy. W Ameryce Północnej (subsp. canadensis) roślina wykorzystywana była przez Indian do leczenia przeziębień i chorób skórnych.
Surowiec zielarskiWedług Farmakopea Polska surowcem zielarskim są kwiaty (Flos Sambuci) i dojrzałe (czarne) owoce (Fructus Sambuci). Jednakże własności lecznicze mają także kora (Cortex Sambuci), korzenie (Radix Sambuci) i liście (Folium Sambuci).
Działanie i zastosowanie w lecznictwieKwiaty działają lub przypisywane jest im działanie: moczopędnie, napotnie, przeciwgorączkowo, wykrztuśnie, a zewnętrznie także przeciwzapalnie. Owoce mają własności przeczyszczające, działają napotnie, moczopędnie, przeciwgorączkowo, przeciwbólowo, odtruwająco, hipolipemicznie (obniżają stężenie triglicerydów, cholesterolu ogółem i cholesterolu LDL (w testach medycznych poglądy te nie zostały potwierdzone)), przeciwwirusowo i immunostymulująco. Ze względu na dużą zawartość antocyjanów owoce mają potencjalne działanie przeciwutleniające.
Napary z kwiatów są używane przy przeziębieniach, do leczenia różnego rodzaju nieżytów i stanów zapalnych dróg oddechowych i chorób reumatycznych. Z owoców zazwyczaj wykonuje się odwary używane do leczenia migreny, nerwobólów, biegunki, chorób reumatycznych, i neurologicznych, a dzięki ich własnościom odtruwającym także przy zaburzeniach przemiany materii. Zewnętrznie naparami z kwiatów przemywa się skórę przy zapaleniach skóry, wypryskach skórnych i oparzeniach, płucze jamę ustną i gardło przy stanach zapalnych oraz przemywa oczy przy zapaleniu spojówek. Napary z kwiatów bzu czarnego przy przeziębieniach mają wielokrotnie silniejsze działanie, niż napary z lipy. Kora z dwu i trzyletnich gałązek w medycynie ludowej była używana jako środek moczopędny silniej działający niż kwiaty i owoce. Kwiaty bzu czarnego łącznie z rumiankiem są używane do zmniejszenia bólów menstruacyjnych. Niektórzy polecają w tym celu stosować mieszankę kwiatów bzu czarnego, rumianku i ruty zwyczajnej. Wyciągi z owoców mają także słabe działanie przeciwbólowe. Mogą być używane do przemywania jamy ustnej po usunięciu zęba i przy porażeniu nerwu twarzowego.
Badania na myszach z wykorzystaniem ekstraktu wodnego z suszonych kwiatów potwierdzają wpływ na transport glukozy i glikogenezę w mięśniach. Wpływ na wychwytywanie glukozy może być wywoływany przez działanie substancji czynnych na receptory insuliny. Tradycyjnie bez czarny wykorzystywany jest także w leczeniu chorób wirusowych. Sok z czarnego bzu stosowany jest w leczeniu grypy i przeziębień. Pozytywny efekt spożycia został potwierdzony w badaniach in vivo oraz in vitro. Ekstrakt umożliwia zapobieganie i leczenie zakaźnego zapalenia oskrzeli u kurcząt. Korzystny wpływ na zdrowie chorych na cukrzycę oraz poprawę działania systemu immunologicznego związany jest z zawartością w owocach naturalnych polifenoli, w tym antocyjanów.
Potwierdzono również skuteczność i bezpieczeństwo wykorzystania ekstraktu z owoców lub liści jako naturalnego środka antydepresyjnego. W badaniach klinicznych potwierdzono działanie przeciwwirusowe i przeciwbakteryjne (wobec Streptococcus pyogenes grupy C i G oraz Moraxella catarrhalis). Działanie wzmacniające system immunologiczny związane jest ze zwiększeniem produkcji prozapalnych cytokin w ludzkich monocytach. Korzystne działanie moczopędne nie wiąże się jednak z rozpuszczalnością kamieni nerkowych.
Zbiór i suszenieKwiaty zbiera się w dzień słoneczny, gdy rozkwitną, lecz nie przekwitają. Należy unikać zbierania surowca przegniłego lub wyschniętego (zbrązowiałego), gdyż powoduje on gnicie pozostałego surowca przy suszeniu. Kwiaty ścina się całymi baldachami. Najlepiej suszyć w miejscu przewiewnym i suchym, cienką warstwą, w temperaturze nie wyższej niż 35 stopni Celsjusza. Dobry surowiec nie może się zaparzyć i ma kolor białawo-żółty (brązowy należy odrzucać już podczas suszenia). Owoce najlepiej zbierać po deszczowym dniu, ale w słoneczny dzień, kiedy są w większości w pełni dojrzałe (mają kolor czarnofioletowy). Odrzuca się zielone i niedojrzałe, gdyż zawierają duże ilości sambunigryny.
DawkowaniePreparaty lecznicze z czarnego bzu uznawane są za bezpieczne i są dobrze tolerowane w badaniach klinicznych. Zaleca się stosowanie naparu z 10–15 g kwiatów dziennie. W przypadku owoców syrop zawierający ok. 30–38% jagód stosuje się w dawkach 15 mL 3 razy dziennie. Sproszkowane ekstrakty owoców stosowane są 2–3 razy dziennie w kapsułkach 500 mg. Spożycie zbyt wielkich dawek preparatów spowodować może nudności, biegunkę i wielomocz.

### Roślina kosmetyczna
Wyciągi są wykorzystywane do wytwarzania maseczek kosmetycznych i kremów. Szczególnie bez czarny nadaje się do pielęgnacji skóry starzejącej się, gdyż działa zmiękczająco, przeciwzmarszczkowo i wybielająco.

### Roślina ozdobna
Czasami bywa uprawiany w parkach i przydomowych ogródkach jako krzew ozdobny, zwłaszcza odmiany ozdobne. Walorami krzewu są piękne kwiatostany, a także owoce. U odmian także oryginalne ubarwienie liści (purpurowe, zielono-białe, zielono-żółte) i ich kształt (silnie zwężone listki). Ma walory nie tylko dekoracyjne – zapach czarnego bzu odstrasza szczury i myszy, a także owady.

### Roślina jadalna
Owoce nie nadają się do spożycia na surowo. Jednak z dojrzałych owoców można robić konfitury, dżemy, kisiele, soki, wino, można je także suszyć. Zawierają cukry, witaminy (głównie B i C), kwasy organiczne i inne związki. Muszą być jednak dojrzałe i ugotowane, gdyż gotowanie usuwa zawartą w nich truciznę.
Kwiaty o smaku cytrynowym są składnikiem rozmaitych sałatek. Wraz z fenkułem włoskim i anyżem gwiaździstym kwiat bzu stanowi podstawowy składnik włoskiego likieru sambuca. Kwiaty można też smażyć w cieście. 

### Inne zastosowania
- Soku z owoców używano dawniej do farbowania brwi i rzęs, podbarwiania win oraz farbowania jedwabiu na oliwkowo[6].
- Gąbczasty rdzeń pędów używany był w technice mikroskopowej do sporządzania preparatów, a w zegarmistrzostwie do czyszczenia delikatnych mechanizmów[6].
- Owoce są pokarmem ptaków leśnych[17].
- Z pędów (gałązki z liśćmi) otrzymuje się wywary używane do ekologicznego zwalczania kretów, norników, rolnic, bielinka kapustnika i mszyc[19].
- Ponieważ zapach pędów odstrasza muchy – sporządzano z nich uprzęże dla koni i krów[12].

## Uprawa
W Polsce jest w pełni mrozoodporny (strefy mrozoodporności 4–9). Jest łatwy w uprawie. Nie ma specjalnych wymagań, wystarcza mu zwykła, półprzepuszczalna ziemia w ogrodzie. Może rosnąć w pełnym słońcu lub w półcieniu. Rozmnaża się go z nasion wysiewanych jesienią lub przez sadzonki pędowe pobierane latem lub zimą. Aby zachować walory dekoracyjne należy starsze pędy wycinać, a młodsze przycinać w połowie długości. Kultywary S. nigra najlepiej rozmnażać sadzonek zielnych wczesnym latem. Sadzonki zdrewniałe ukorzeniają się gorzej, dlatego należy wybierać pędy cienkie. Ukorzenianie sadzonek zdrewniałych rozpoczyna się wczesną wiosną.

## Obecność w kulturze i symbolice
W tradycjach różnych grup etnicznych bez czarny wiązany był ze śmiercią. Tacyt odnotował używanie go przy pochówku zmarłych w Starożytnym Rzymie. W Skandynawii, Niemczech i Szwajcarii prętem bzu mierzono nieboszczyka dostosowując trumnę na miarę. Podobnie czyniono na ziemiach polskich przy czym nie ograniczano się tu tylko do bzu czarnego. Z okorowanych pędów bzu wykonywano szkielet dla wieńców pogrzebowych, a z gałązek sporządzano daszki nad krzyżykami mocowanymi na krzyżu nagrobnym. W Polsce pod czarnym bzem wylewano też wodę po myciu zmarłego, co zabezpieczać miało członków jego rodziny od rychłej śmierci. Do krzewu takiego członkowie rodziny nie mogli się zbliżać przez cały czas trwania żałoby. W Niemczech woźnica wiozący zwłoki do pochówku wiózł bat z pręta bzowego, ale nie używał go, bowiem miało to przynosić pecha i uśmiercić w ciągu roku dotkniętego nim konia. W całej Europie Środkowej wierzono również, że nieszczęście przynosiło także palenie drewnem bzowym w piecu. Miało to powodować ogniopiór, parcha i wrzody na plecach u osób grzejących się przy takim ogniu. Nie wolno było wyrywać bzu, w Polsce wschodniej wierzono, że powoduje to u sprawcy takiego postępku kurcze kończyn.
Wierzono, że z bzem czarnym związane są złe duchy. W Wielkopolsce jeszcze w XIX wieku w beznadziejnych przypadkach choroby małych dzieci, matki zanosiły je pod czarny bez, licząc, że pomogą im chociaż złe moce.
Powtórne kwitnienie bzu jesienią zwiastować miało rychłą śmierć kogoś młodego i lubianego, a zamarcie krzewu wiosną zwiastowało suszę.
Bez czarny w kulturze germańskiej wiązany był z Hel (Hölle, Holdą) – bóstwem chtonicznym, przez co jego ścinanie było uważane za świętokradztwo. Wiązana z tym jest jedna z jego nazw ludowych – „holunder”.
Symbol bzu czarnego występuje w herbie i na fladze czeskiej wsi Kryštofovo Údolí.
W uniwersum Harry’ego Pottera jedno z Insygniów Śmierci, Czarna Różdżka, została zrobiona z gałązki czarnego bzu i włosa z ogona Testrala.